# Liste des archevêques d'Uppsala

Armoiries de l'archevêque d'Uppsala.

L'archevêque d'Uppsala est un prélat de l'Église de Suède. Il est à la tête de l'archidiocèse d'Uppsala et siège à la cathédrale d'Uppsala.

## Liste des archevêques d'Uppsala

### Avant la Réforme
- 1164-1185 : Stefan
- 1185-1187 : Johannes
- 1187-1197 : Petrus
- 1198-1206 : Olof Lambatunga
- 1207-1219/1224 : Valerius
- 1224-1234 : Olof Basatömer
- 1236-1255 : Jarler
- 1255-1267 : Laurentius
- 1274-1277 : Folke Johansson
- 1278-1281 : Jakob Israelsson
- 1281-1284 : Johan Odulfsson
- 1285-1286 : Magnus Bosson
- 1289-1290 : Johan
- 1292-1305 : Nils Allesson
- 1308-1314 : Nils Kettilsson
- 1314-1332 : Olov Björnsson
- 1332-1341 : Peter Filipsson
- 1341-1351 : Heming Nilsson
- 1351-1366 : Peter Tyrgilsson
- 1366-1383 : Birger Gregersson
- 1383-1408 : Henrik Karlsson
- 1408-1421 : Jöns Gerekesson
- 1421-1432 : Johan Håkansson
- 1432-1438 : Olov Larsson
- 1433-1434 : Arnold Klementssøn
- 1438-1448 : Nils Ragvaldsson
- 1448-1467 : Jöns Bengtsson
- 1468-1469 : Tord Pedersson Bonde
- 1469-1515 : Jakob Ulvsson
- 1515-1517 : Gustave Trolle
- 1520-1521 : Gustave Trolle

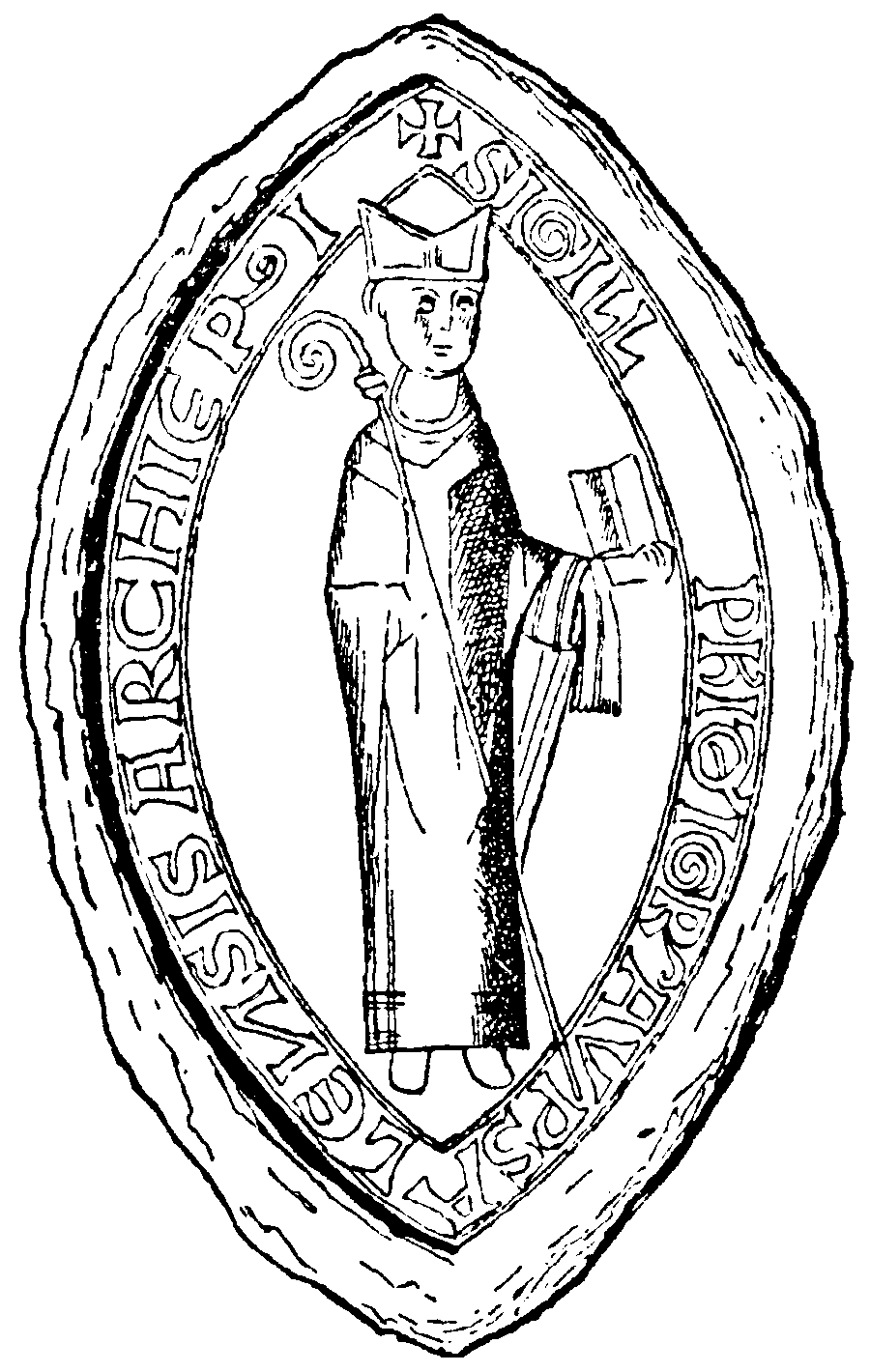
Sceau de Stefan, le premier archevêque d'Uppsala.

- 1523-1526 : Johannes Magnus, exilé en 1526 mort en 1544;
- 1544-1557 : Olaus Magnus, titulaire en exil.

### Depuis la Réforme

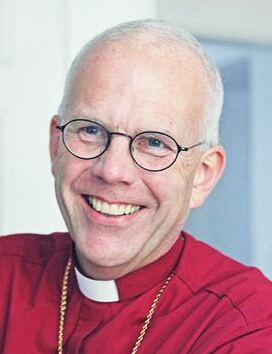
Martin Modéus, archevêque d'Uppsala depuis 2022.

- 1531-1573 : Laurentius Petri Nericius
- 1574-1579 : Laurentius Petri Gothus
- 1583-1591 : Andreas Laurentii Björnram
- 1593-1599 : Abrahamus Andreae Angermannus
- 1599-1600 : Nicolaus Olai Bothniensis
- 1600-1609 : Olaus Martini
- 1609-1636 : Petrus Kenicius
- 1637-1646 : Laurentius Paulinus Gothus
- 1647-1669 : Johannes Canuti Lenaeus
- 1670-1676 : Laurentius Matthiæ Stigzelius Angermannus
- 1677-1681 : Johannes Baazius le Jeune
- 1681-1700 : Olov Svebilius
- 1700-1709 : Erik Benzelius l'Ancien
- 1711-1714 : Haquin Spegel
- 1714-1730 : Mattias Steuchius
- 1730-1742 : Johannes Steuchius
- 1742-1743 : Erik Benzelius le Jeune
- 1744-1747 : Jacob Benzelius
- 1747-1758 : Henric Benzelius
- 1758-1764 : Samuel Troilius
- 1764-1775 : Magnus Beronius
- 1775-1786 : Carl Fredrik Mennander
- 1786-1803 : Uno von Troil
- 1805-1819 : Jacob Axelsson Lindblom
- 1819-1836 : Carl von Rosenstein
- 1837-1839 : Johan Olof Wallin
- 1839-1851 : Carl Fredrik af Wingård
- 1852-1855 : Hans Olov Holmström
- 1856-1870 : Henrik Reuterdahl
- 1870-1900 : Anton Niklas Sundberg
- 1900-1913 : Johan August Ekman
- 1914-1931 : Nathan Söderblom
- 1931-1950 : Erling Eidem
- 1950-1958 : Yngve Brilioth
- 1958-1967 : Gunnar Hultgren
- 1967-1972 : Ruben Josefson
- 1972-1983 : Olof Sundby
- 1983-1993 : Bertil Werkström
- 1993-1997 : Gunnar Weman
- 1997-2006 : Karl Gustav Hammar
- 2006-2014 : Anders Wejryd
- 2014-2022 : Antje Jackelén
- depuis 2022 : Martin Modéus